# Obwód żetyski
Obwód żetyski (kaz. Жетісу облысы, Żetysu obłysy; ros. область Жетісу, obłast´ Żetysu) – obwód we wschodniej części Kazachstanu, graniczący z obwodami ałmackim, karagandyjskim i abajskim oraz Chinami (Sinciang). Siedzibą obwodu jest Tałdykorgan.
Jest to jeden z trzech najnowszych obwodów Kazachstanu, utworzony 8 czerwca 2022 roku z północno-zachodnich części obwodu ałmackiego. W związku z utworzeniem obwodu, dotychczasową siedzibę obwodu ałmackiego w Tałdykorganie przeniesiono do Konajewa, a siedzibę obwodu żetyskiego ustanowiono w Tałdykorganie. Równocześnie utworzono obwody abajski i ułytauski. 
Nazwa obwodu nawiązuje do regionu historycznego Siedmiorzecza (kaz. Жетісу, Żetysu; ros. Ceмиpeчьe, Siemirieczje). W Imperium Rosyjskim funkcjonował obwód Siedmiorzecza o przybliżonych granicach (1867–1918). Za czasów ZSRR istniał także obwód tałdykorgański (1944–59 i 1967–91) o prawie identycznych granicach.

## Podział administracyjny
Obwód dzieli się na osiem rejonów i dwa miasta wydzielone (numeracja odpowiada tej na mapie):
1. rejon Aksu (Ақсу ауданы), siedziba Żansügyrow
2. rejon Ałaköl (Алакөл ауданы), siedziba Üszarał
3. rejon Jeskeldy (Ескелді ауданы), siedziba  Karabułak
4. rejon Karatał (Қаратал ауданы), siedziba Üsztöbe
5. rejon Kerbułak (Кербұлақ ауданы), siedziba Saryözek
6. rejon Köksu (Көксу ауданы), siedziba Bałpyk Bi
7. rejon Panfiłow (Панфилов ауданы), siedziba Żarkent
8. rejon Sarkan (Сарқан ауданы), siedziba Sarkan
9. miasto Tałdykorgan (Талдықорған)
10. miasto Tekely (Текелі)